# William Ramírez Silva
William Ramírez Silva (Arbeláez, 12 de junio de 1965 - Sotará, 20 de junio de 1988) fue un militar colombiano.

## Biografía
Nacido en Arbeláez (Cundinamarca), hijo del policía Mario Ramírez y de Edilma Silva.
Prestó su servicio militar en el Batallón de Policía Militar de Bogotá, en agosto de 1984 ingresa a la Escuela Militar de Cadetes General José María Córdoba. En diciembre de 1986 es ascendido a subteniente de infantería y es  asignado al Batallón de infantería General José Hilario López, de la Tercera Brigada en Cauca. Fue encargado de la Policía en Moca (Cauca).
Murió en combates con las guerrillas de las Fuerzas Armadas Revolucionarias de Colombia - Ejército del Pueblo (FARC-EP) y del Movimiento 19 de abril (M.19) en Sotará (Cauca). Fue decretado su ascenso póstumo.

## Homenajes
Batallón  DE B.A.S.P.C No. 16 "TE. William Ramírez Silva" de la Octava División del Ejército Nacional de Colombia.